# 奶制品
奶制品（dairy products）亦称乳制品（milk products）、乳类食品或奶食品，以奶为基本原料加工而成的食品。除各种直接使用奶制成的饮料外还包括通过发酵获得的食品（起司和奶油）以及对奶进行干燥或者提炼后获得的高浓度制品（比如奶粉、炼乳等）。奶制品的来源可以有牛奶、羊奶、母乳等。

## 种类

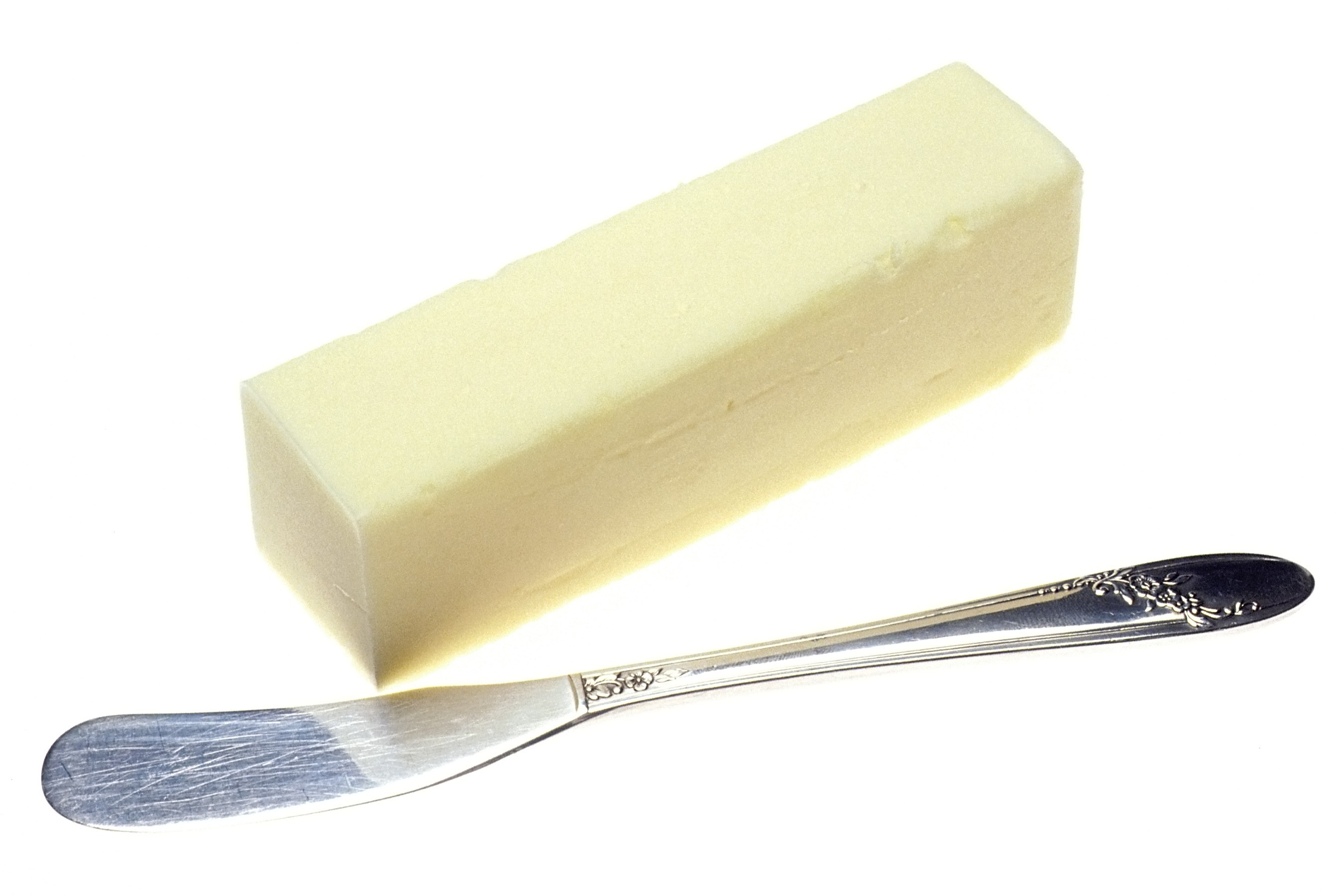
黄油
- 凝乳
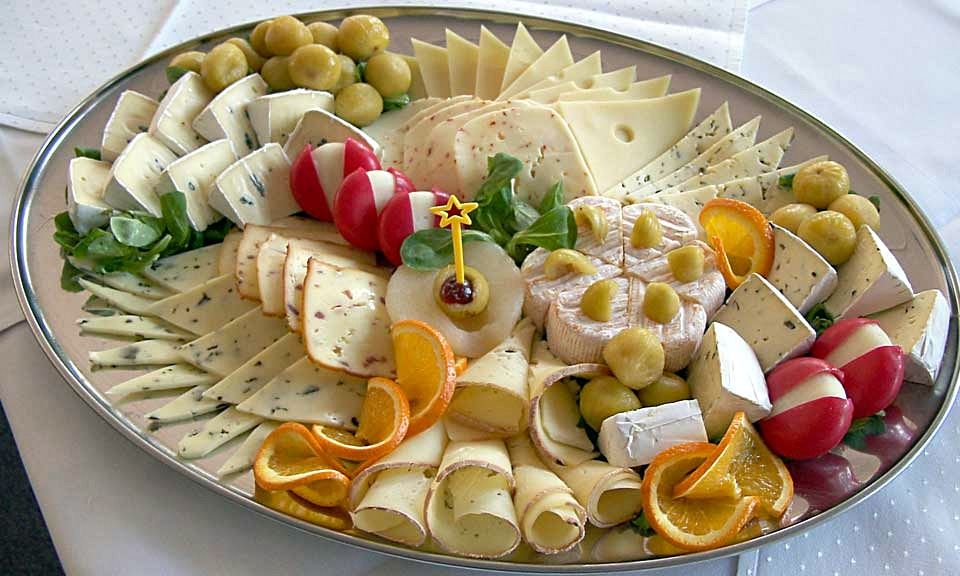
起司
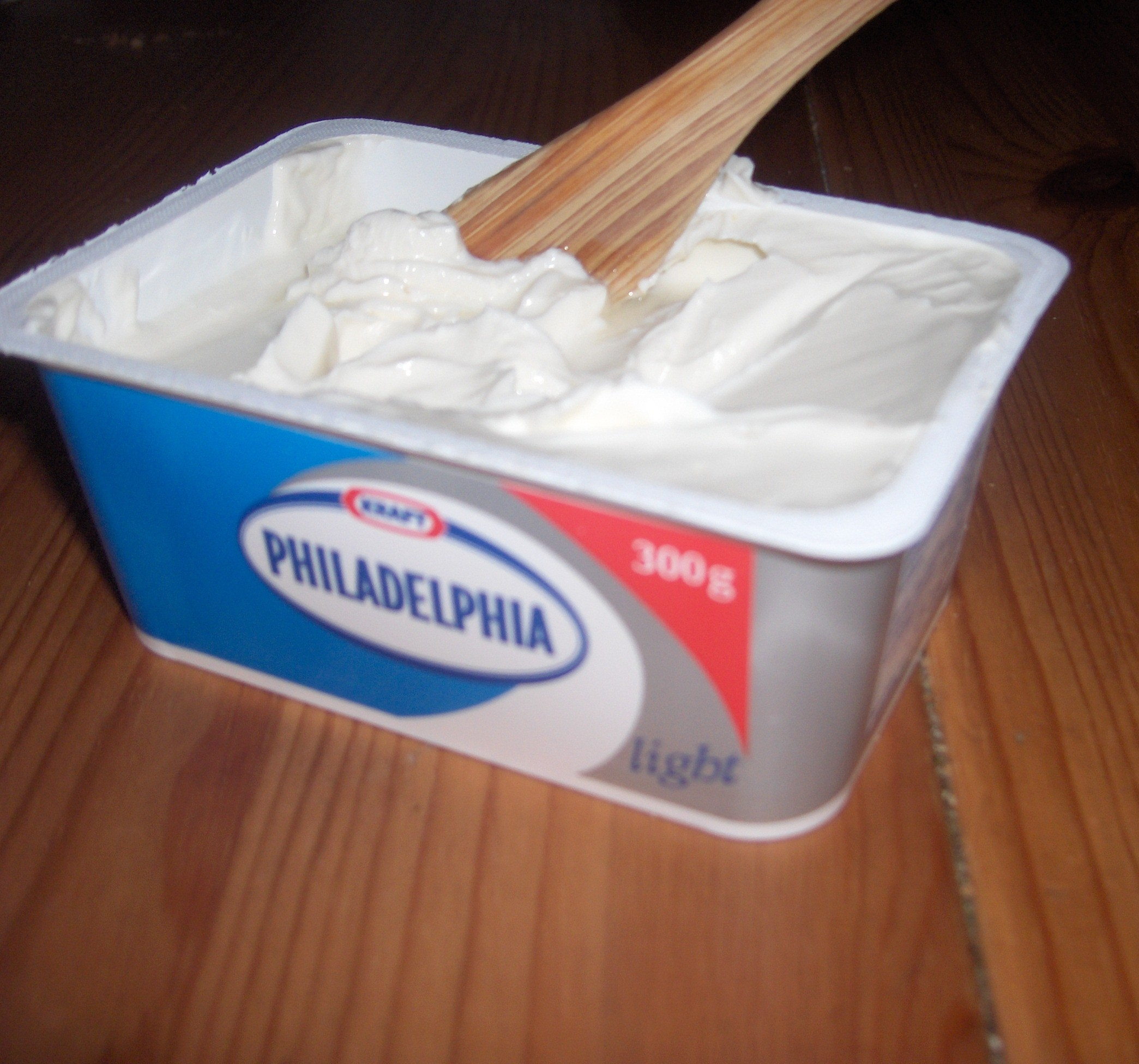
奶油芝士
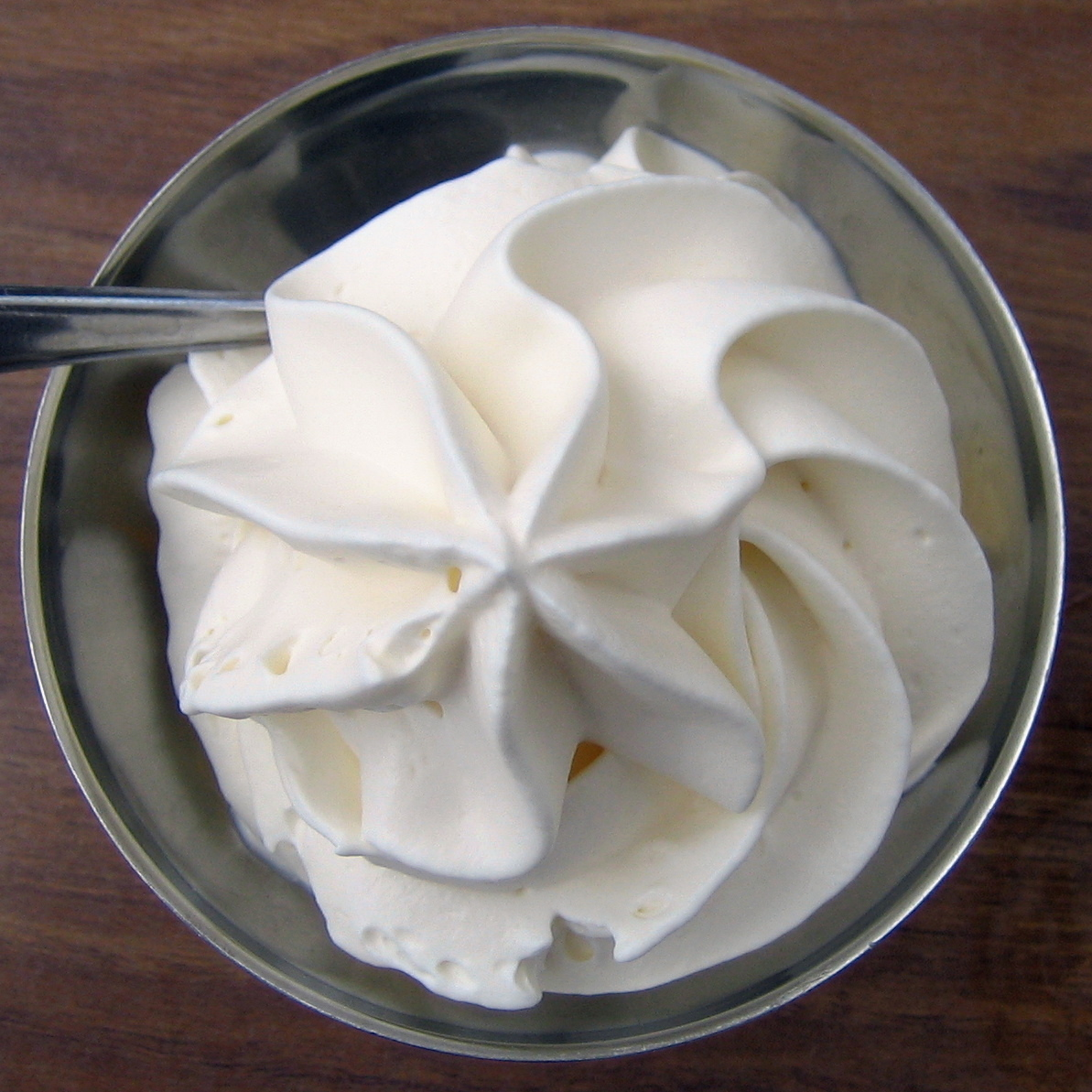
鮮奶油
酸奶油
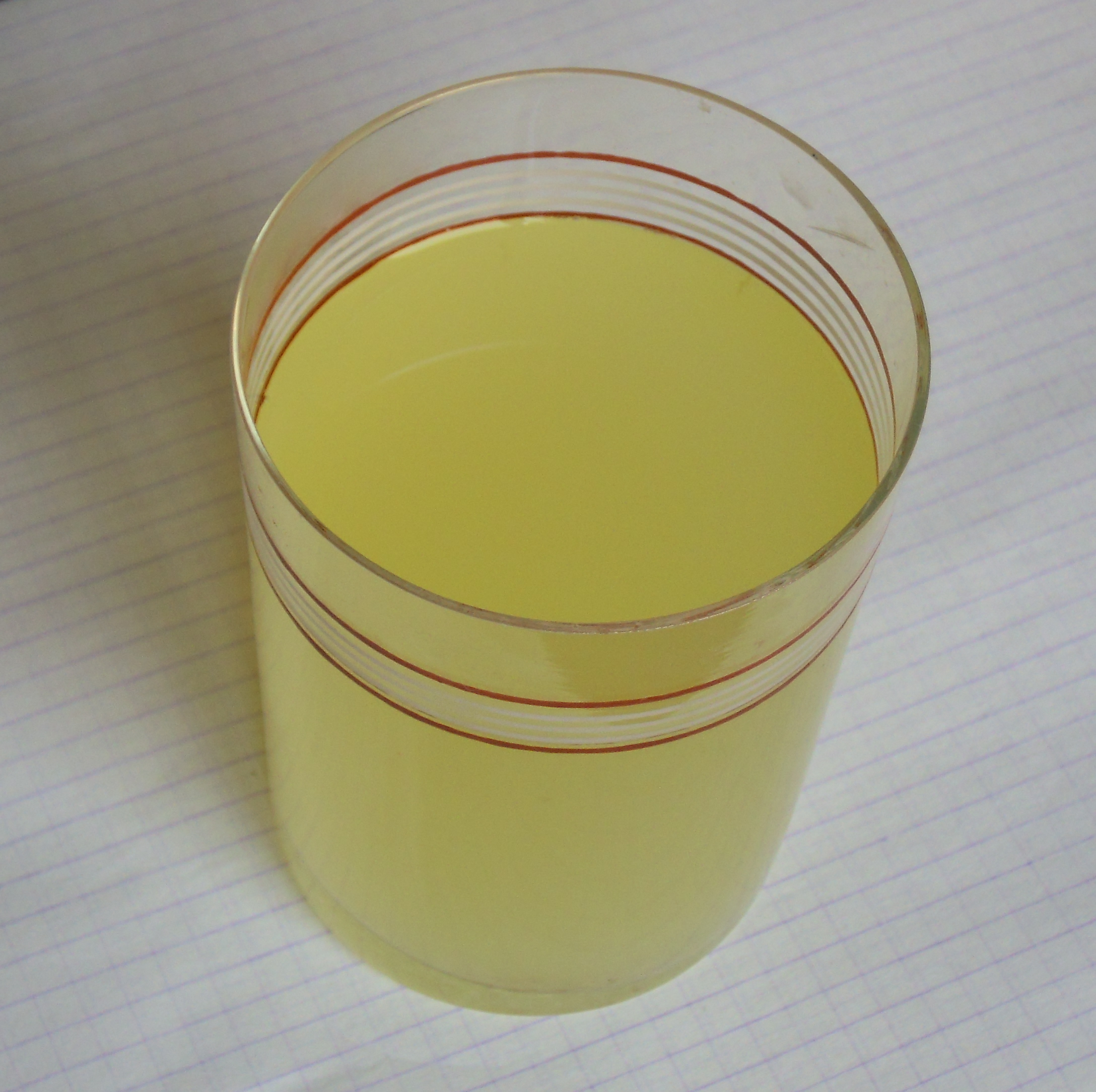
乳清
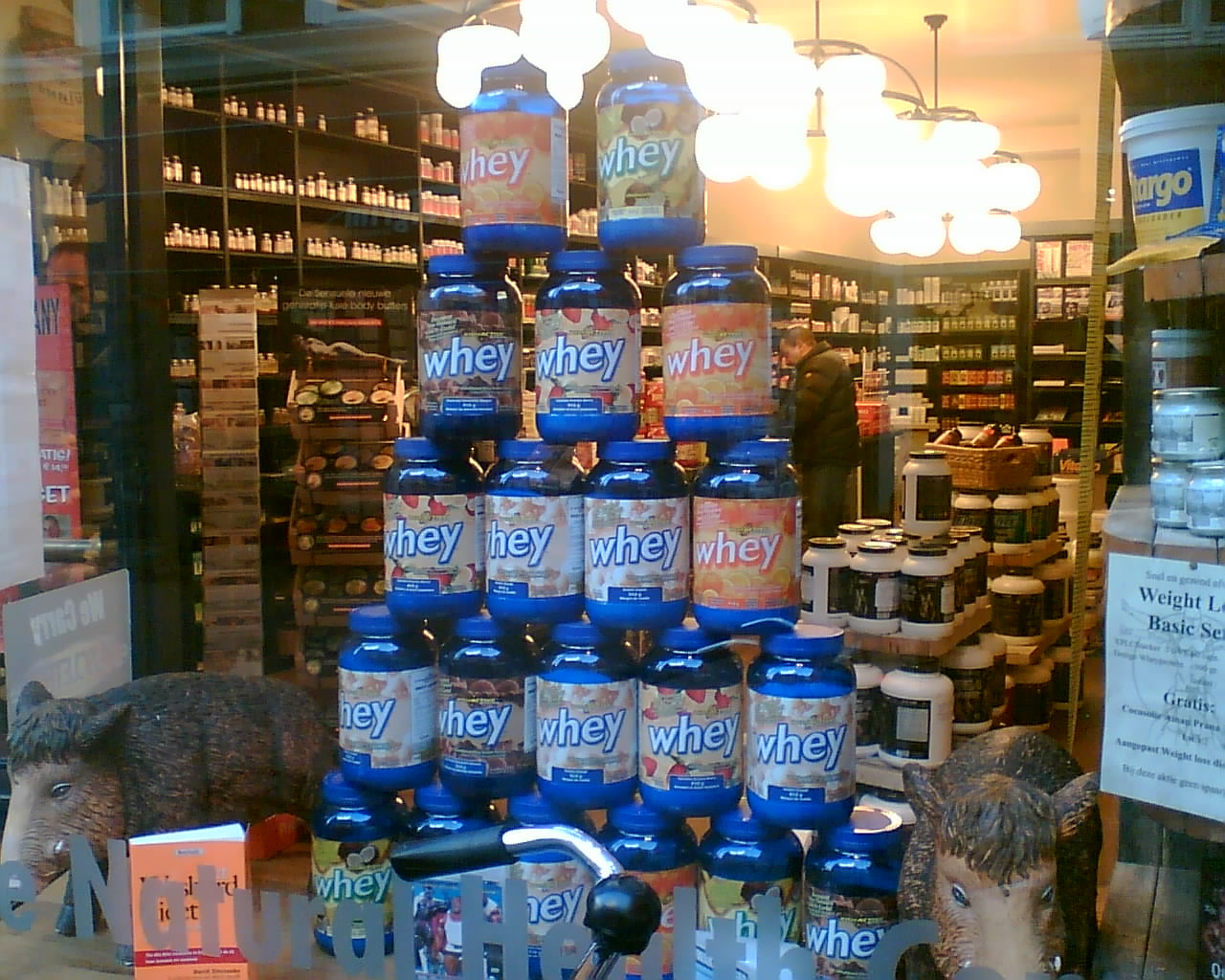
乳清蛋白
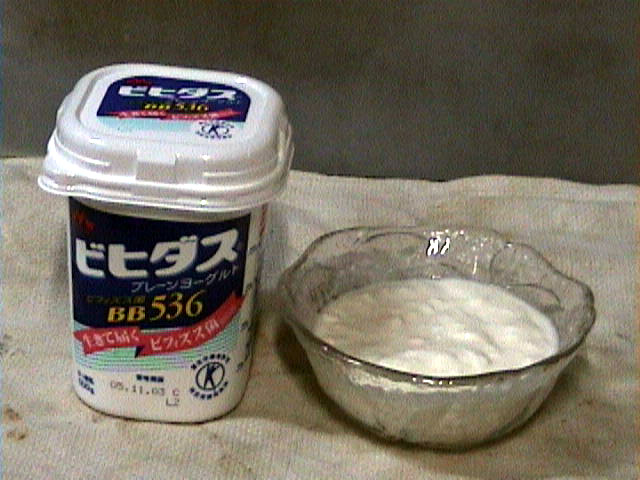
酸奶
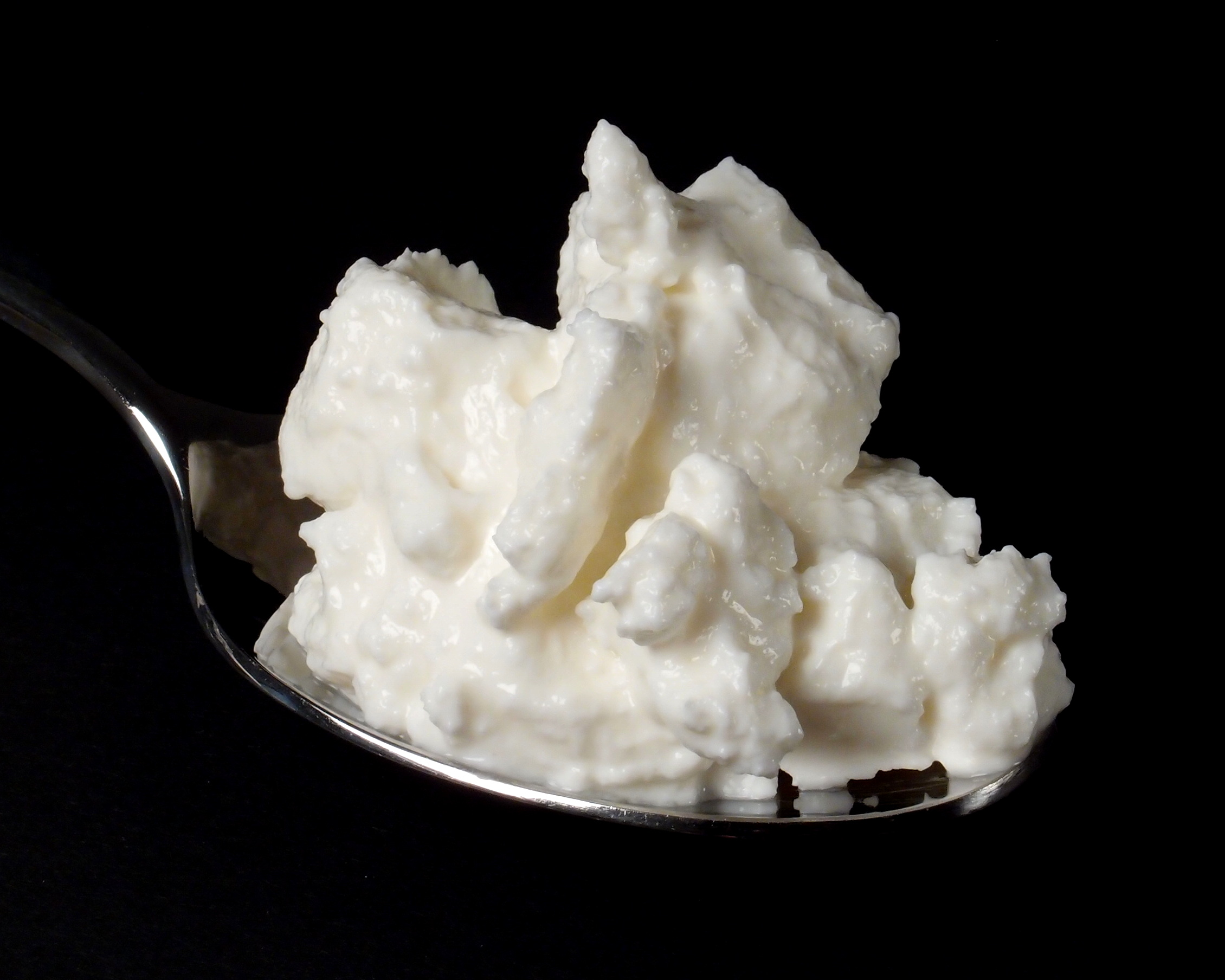
奶渣
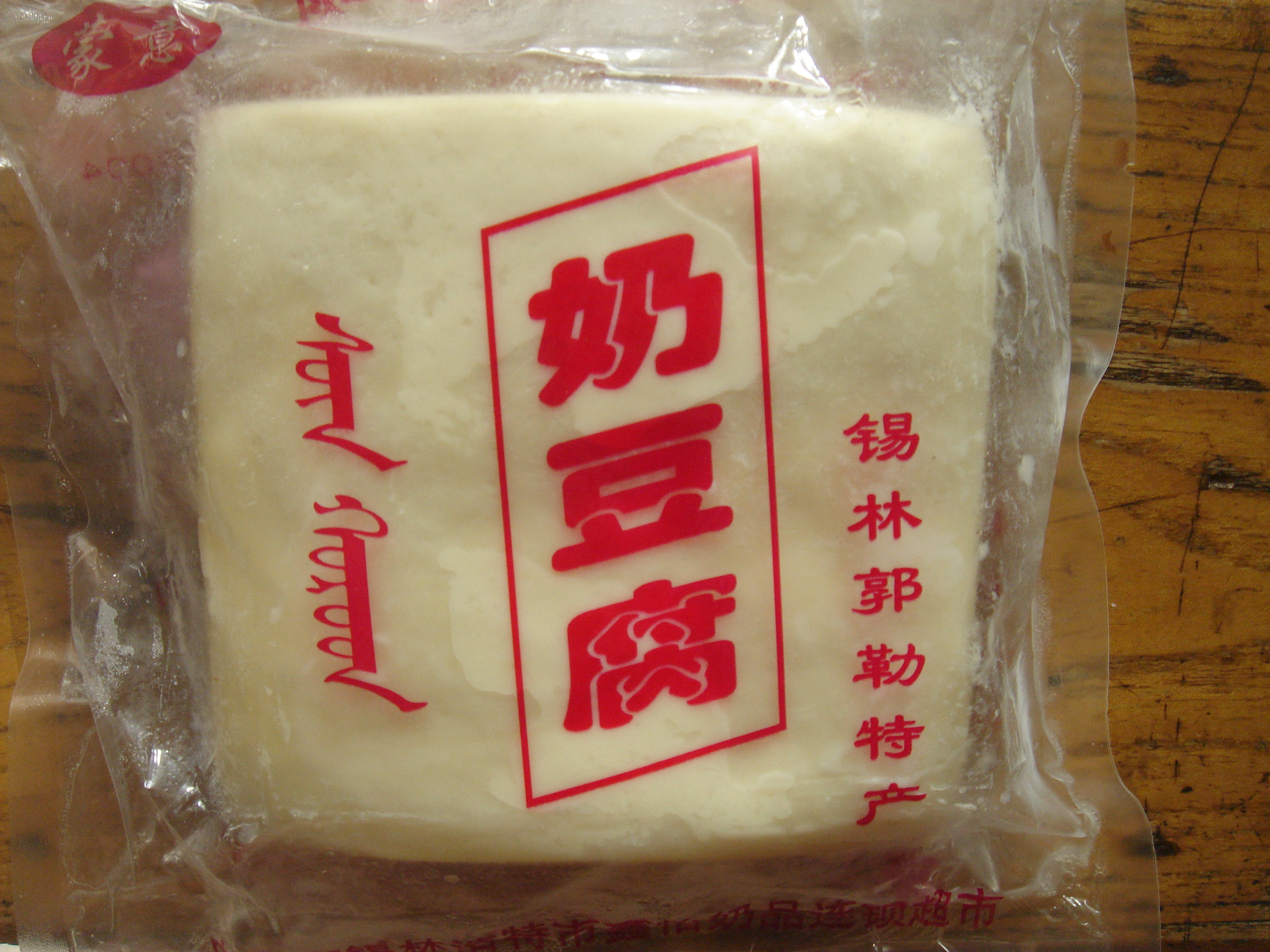
奶豆腐
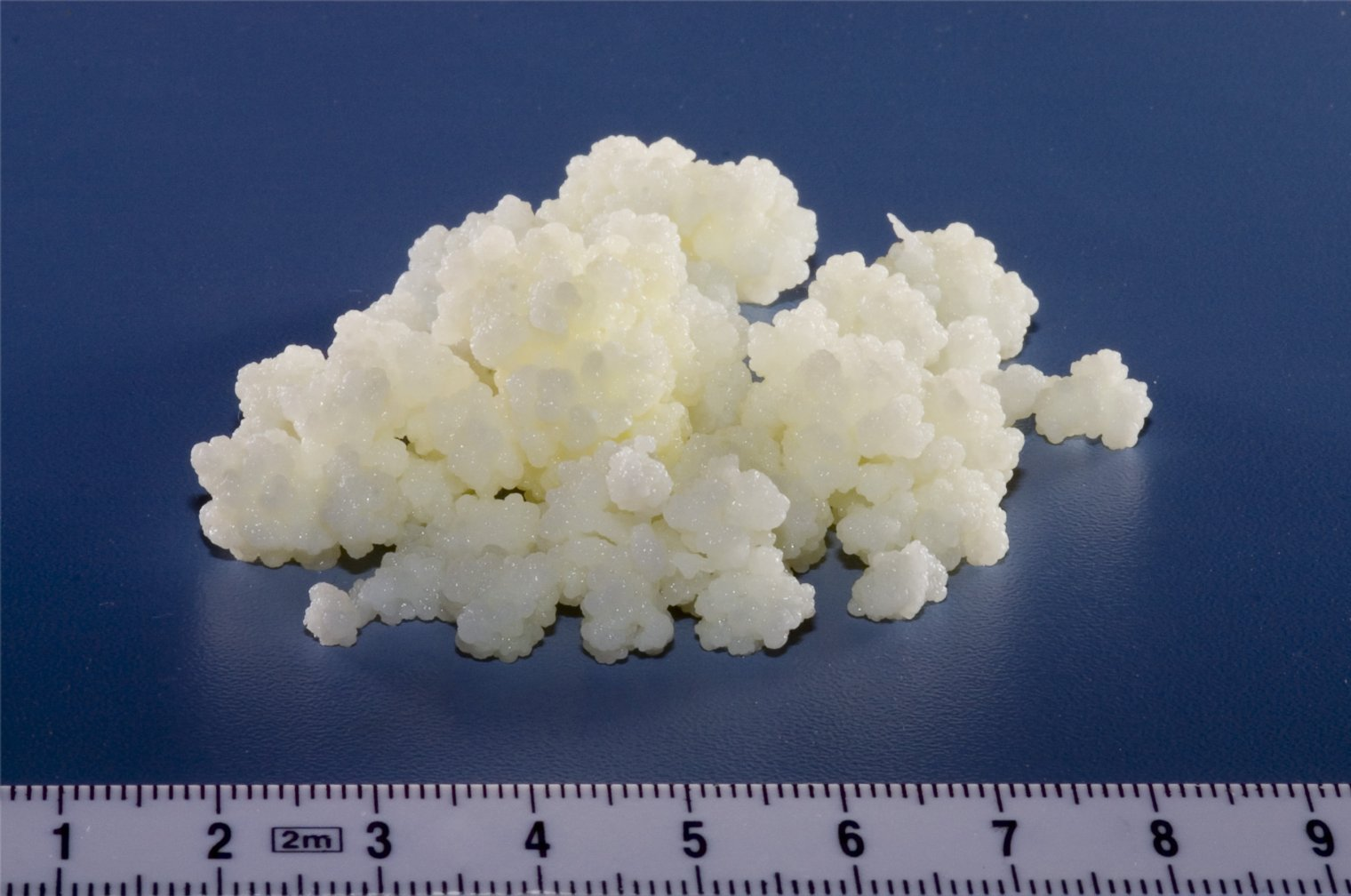
克非尔
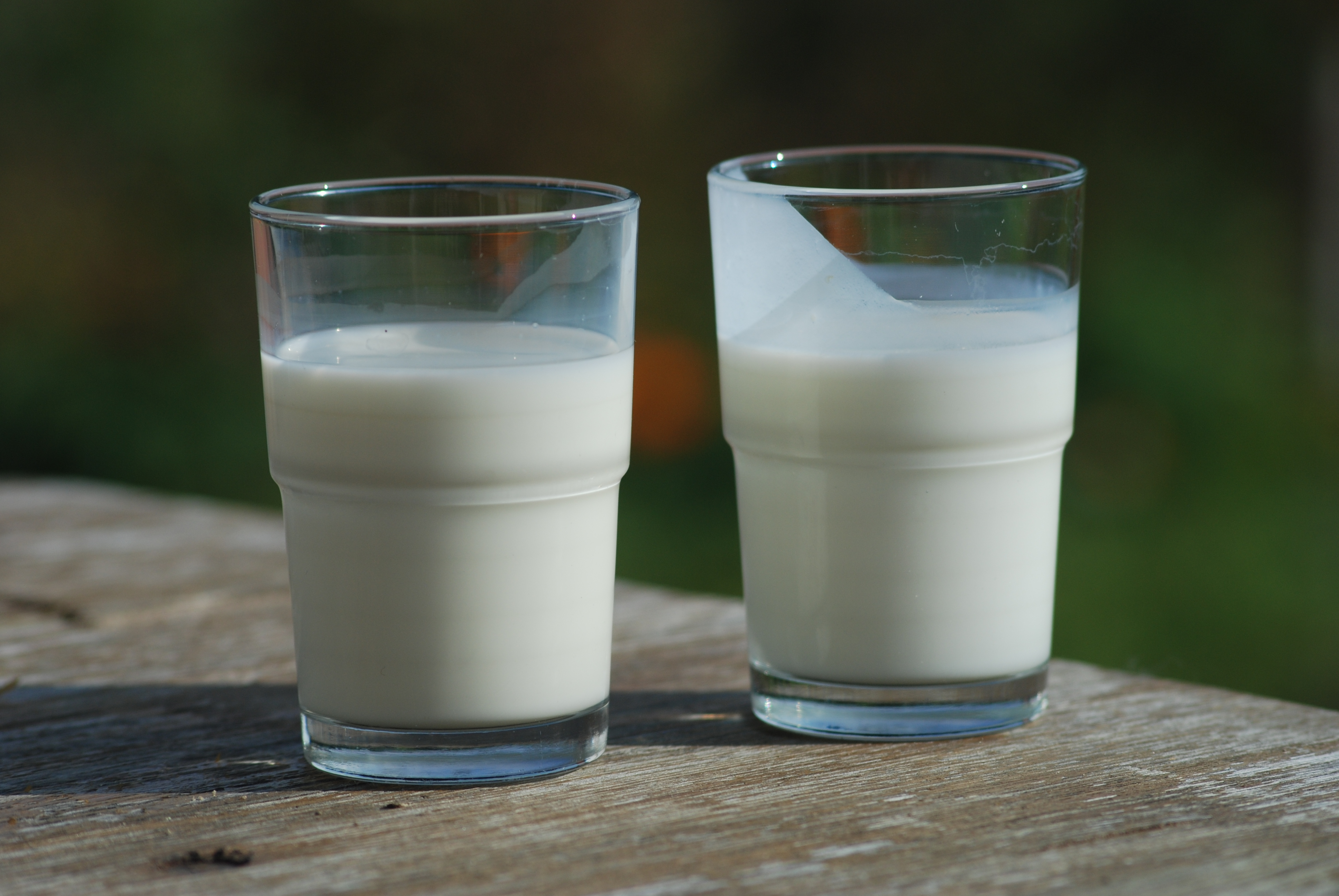
鲜奶（左）、酪漿（右）
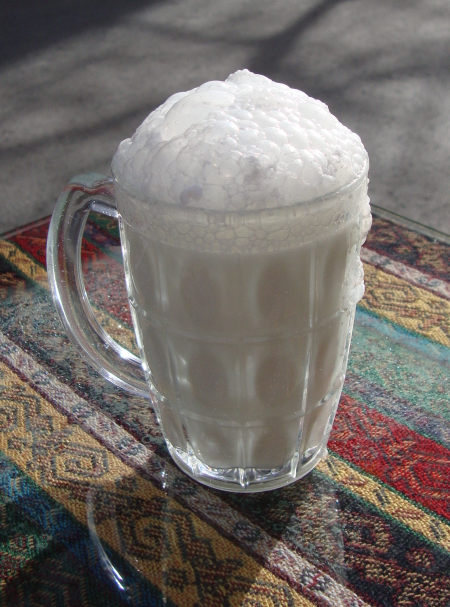
爱兰
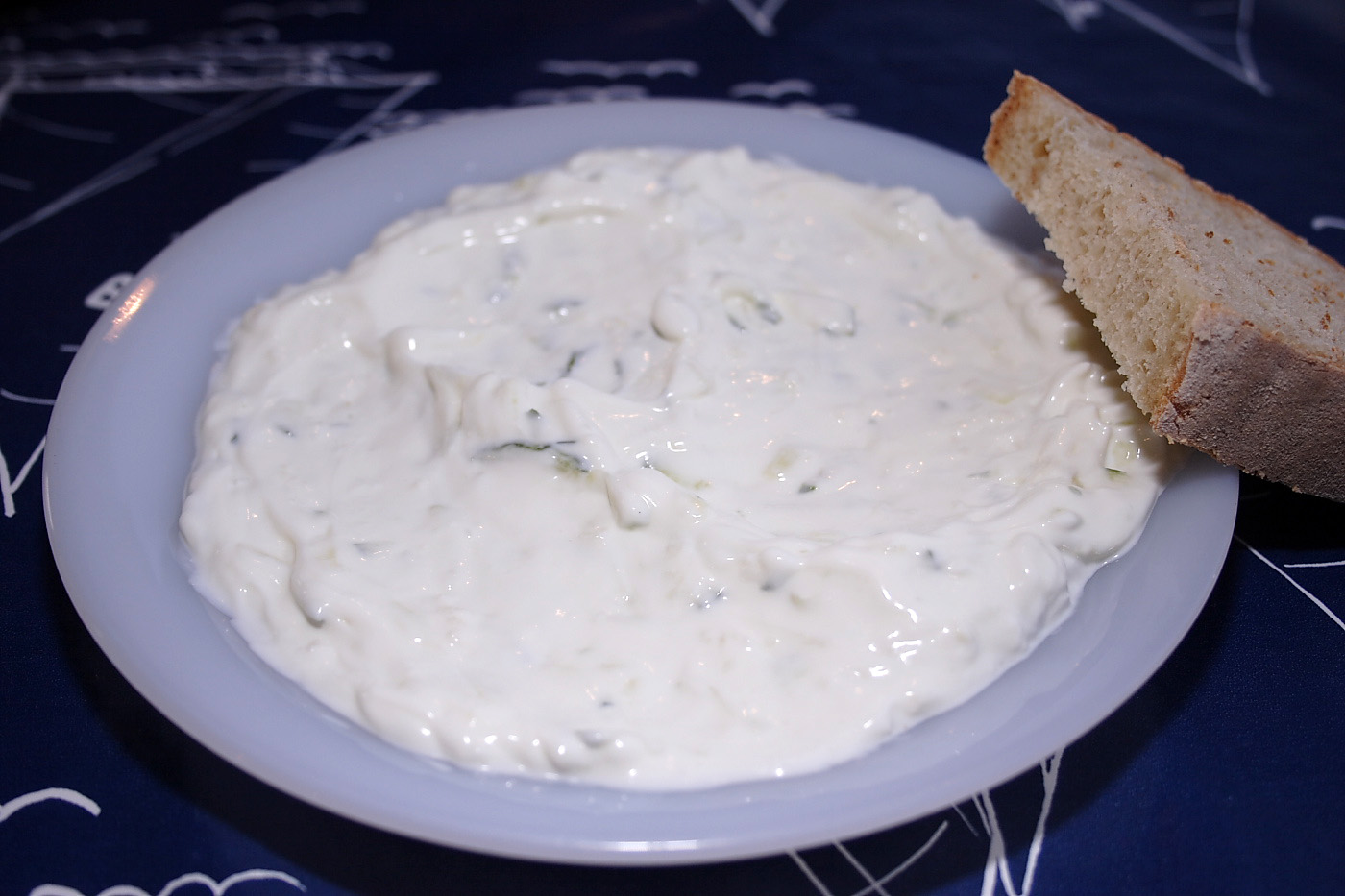
青瓜酸乳酪醬汁
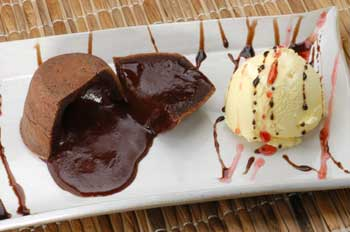
冰淇淋
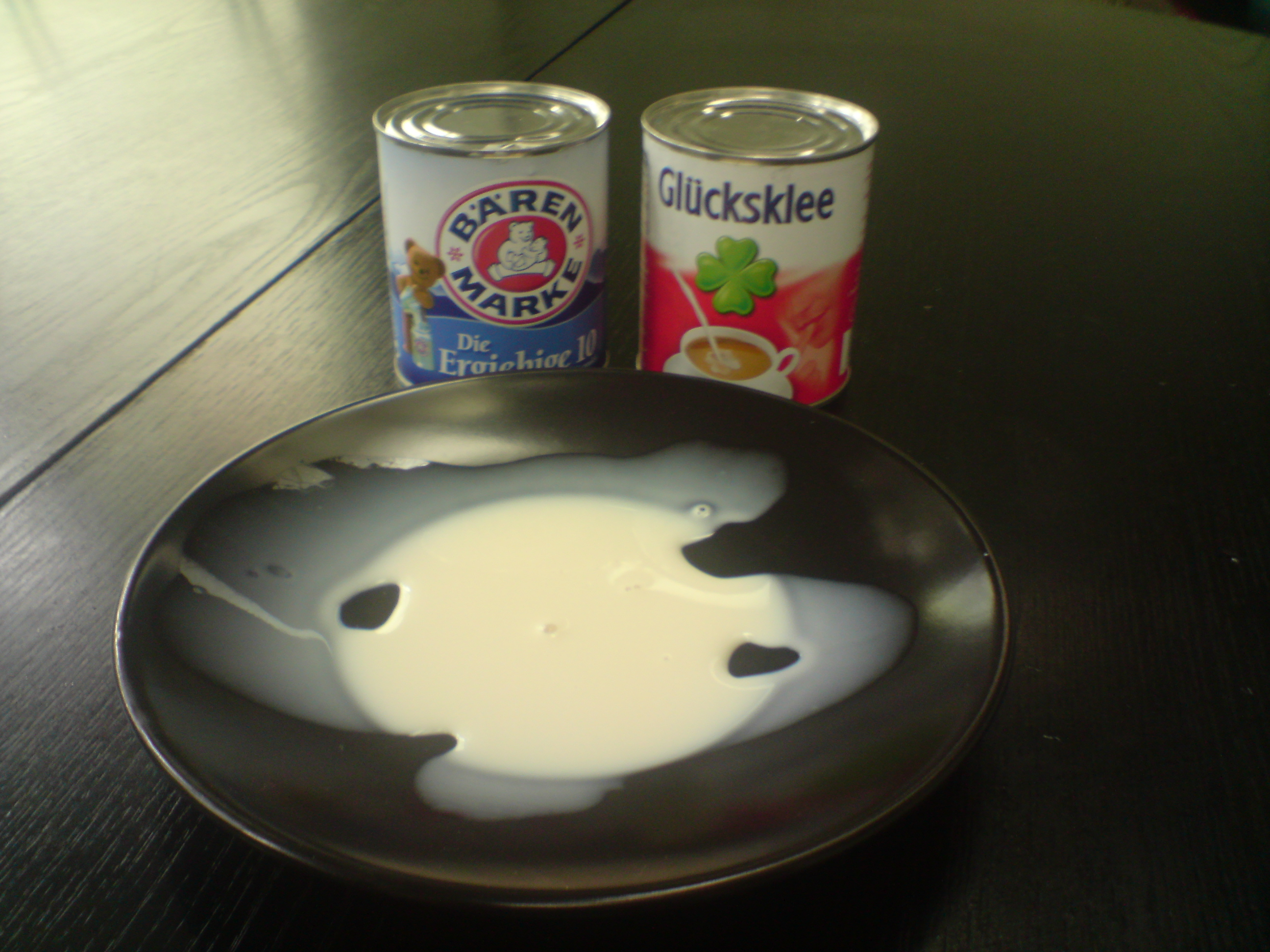
淡奶
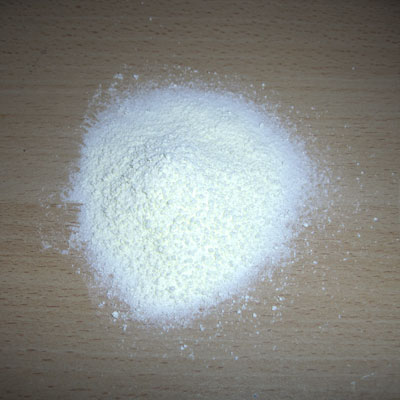
奶粉

## 加工过程

西方常见的乳制品及生产流程。

### 加热
生乳经过加热处理成为巴氏奶、保久乳或超高溫消毒牛奶。加热温度70~150°C，加热时间3~30秒不等，保质期也不同。

### 发酵
乳酪和奶酒

## 替代品

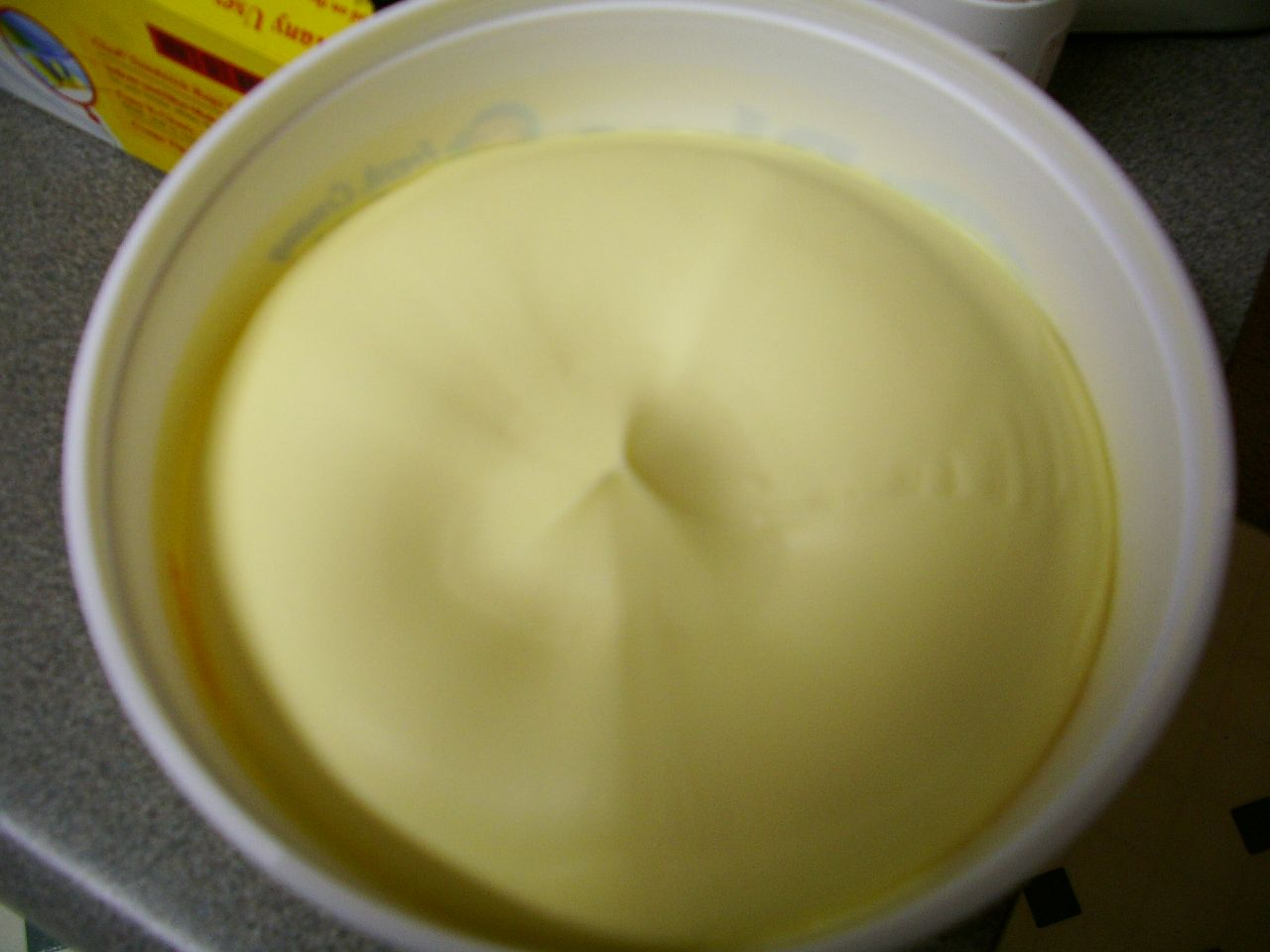
人造奶油（瑪琪琳、植物黄油）

- 人造奶油（瑪琪琳、植物黄油）